# Lambert de Liverloo
Lambert de Liverloo, né à Liège en 11 novembre 1621 et mort à Maastricht le 29 novembre 1693 , est chancelier du prince-évêque de Liège. Il est un militant pro-français pendant la guerre de Neuf Ans . Il est donc emprisonné à Maastricht, où il est mort.

## Biographie

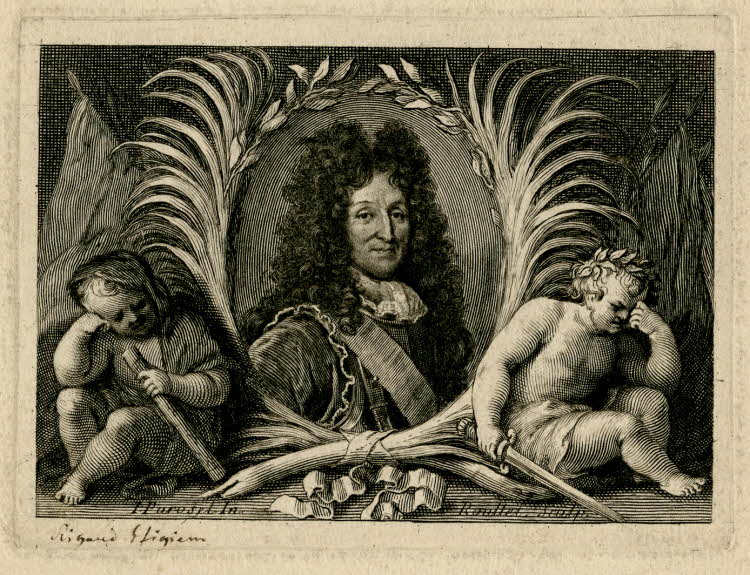
Le maréchal français de Luxembourg, pour qui Lambert de Liverloo trottait

Lambert de Liverloo est le treizième fils de Wathieu Liverlo et Jeanne de Fossé. Il est d'abord chanoine du chapitre de Saint Jean l'Evangéliste sur la Meuse, et plus tard chanoine du chapitre de Saint-Lambert, dans l'église épiscopale de Liège. De 1667 à 1678, il est chancelier du prince-évêque Maximilien-Henri de Bavière. À partir de 1879, il est archidiacre de Hesbaye et, comme archidiacre, l'un des principaux financiers de la principauté.
Après la mort de Maximilien-Henri de Bavière en 1688, il y eut une élection mouvementée d'un nouveau prince-évêque. Lambert de Liverloo soutient ouvertement le candidat français le cardinal Guillaume-Egon de Fürstenberg. Fürstenberg convoite également le siège du prince-archevêché de Cologne la même année. Il n'est élu dans aucune des deux évêchés en raison de l'opposition allemande . L'évêque élu à Liège, Jean-Louis d'Elderen, mène une politique de coopération avec le Saint-Empire romain germanique, pendant la guerre de Neuf Ans. De Liverloo perd le pouvoir politique.
En 1693, deux ans après le bombardement français de Liège, de Liverloo négocie avec Liège au nom du maréchal français François-Henri de Montmorency-Luxembourg, également appelé maréchal de Luxembourg. Avec des alliés pro-français, de Liverloo souhaite que le prince-évêque d'Elderen conclue une trêve avec les Français. Les Liégeois pro-français font des allers-retours entre la ville de Huy (où loge le Maréchal) et Liège. La plupart des notables liégeois souhaitent poursuivre la guerre. Lorsque de Liverloo et ses alliés veulent écrire une lettre d'aide au roi d'Angleterre, ils en ont assez. La milice du prince-évêque arrête le groupe de Liverloo et les conduit à la prison liégeoise de Maastricht (août 1693).
La famille de l'archidiacre Lambert de Liverloo supplie le maréchal de Luxembourg d'assiéger Maastricht et de libérer ainsi leur parent de prison. Mais le Maréchal répond que Maastricht résisterait jusqu'au bout en cas d'attaque française ; il ajoute laconiquement que les Liégeois devaient vider leur prison eux-mêmes.
Les autres militants pro-français sont libérés par la suite, mais Lambert de Liverloo meurt en la prison à Maastricht en septembre 1693.

## Hommage
Un buste du Liverloo, attribué à Gérard-Léonard Hérard, est exposé au Grand Curtius à Liège.